# Zariceanka, Cemerivți
Zariceanka (în ucraineană Зарічанка) este localitatea de reședință a comunei Zariceanka din raionul Cemerivți, regiunea Hmelnîțkîi, Ucraina.

## Demografie
Componența lingvistică a localității Zariceanka
     Ucraineană (98,82%)
     Alte limbi (1,19%)
Conform recensământului din 2001, majoritatea populației localității Zariceanka era vorbitoare de ucraineană (98,82%), existând în minoritate și vorbitori de alte limbi.